# Jesús Emilio Jaramillo Monsalve
Jesús Emilio Jaramillo Monsalve (Santo Domingo, Antioquia; 14 de febrero de 1916 - Arauquita, Arauca; 2 de octubre de 1989) fue un obispo católico, filósofo y teólogo colombiano. Fue el único vicario apostólico del antiguo Vicariato Apostólico de Arauca, desde el 10 de enero de 1971 hasta el 19 de julio de 1984 cuando fue erigida la diócesis de Arauca, convirtiéndose en el primer obispo de la nueva diócesis, la cual gobernó hasta su martirio el 2 de octubre de 1989.

## Vocación

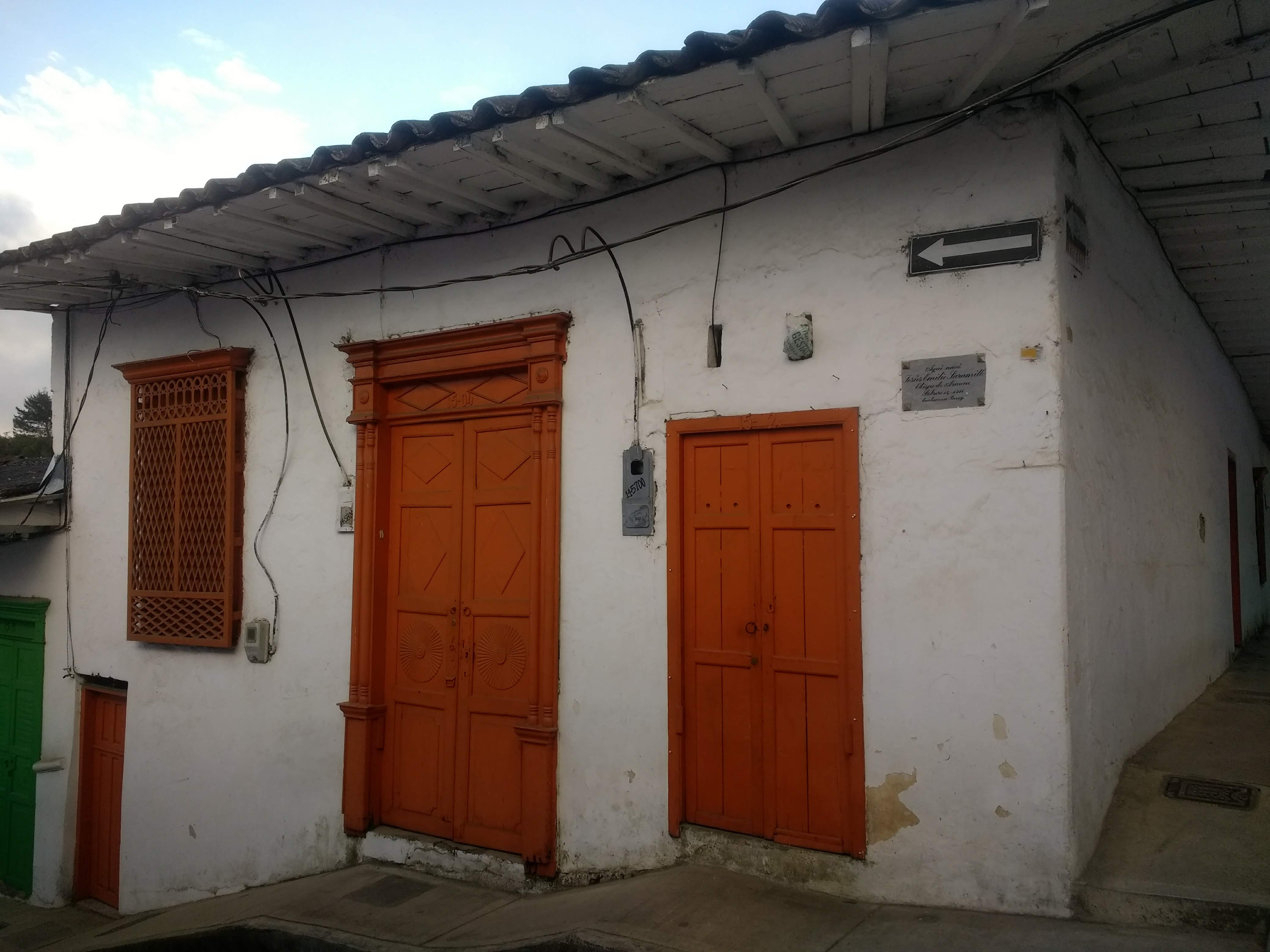
Casa natal de Jesús Emilio Jaramillo en Santo Domingo

Después de realizar sus primeros estudios en su tierra natal, gracias a su Párroco, el Padre Juan Arroyave, ingresó al Seminario de Misiones Extranjeras de Yarumal IMEY, fundado por el Siervo de Dios Monseñor Miguel Ángel Builes el 1 de febrero de 1929 iniciando con los estudios filosóficos.  En 1936 el joven Jesús Emilio ingresa en el Noviciado de los Misioneros de Yarumal. El 3 de diciembre de 1936, día de San Francisco Javier, Jesús Emilio Jaramillo Monsalve hace sus votos en el Instituto de Misiones Extranjeras de Yarumal (M.X.Y.) IMEY.  Posteriormente continuó con sus estudios de Teología a los que se añadiría una especialización en Roma, razón por lo cual se adelantó su ordenación sacerdotal, celebrada el 1 de septiembre de 1940. Debido a la Segunda Guerra Mundial, no se pudo hacer el viaje a Roma, por lo cual el Padre Jesús Emilio fue enviado a Bogotá para que hiciera allí su especialización en la Pontificia Universidad Javeriana en el trienio 1942 a 1945.  Estando en Bogotá fue nombrado Capellán de la cárcel de mujeres "El Buen Pastor".  

## Misionero Javeriano de Yarumal
De regreso a la de diócesis de Santa Rosa de Osos, en 1945, su obispo Mons. Miguel Ángel Builes le encomienda la Dirección Espiritual en el Seminario de Yarumal, pero inesperadamente, ante la muerte del maestro de Novicios de los Misioneros Javerianos de Yarumal, el Padre Miguel Ángel Gallego, es designado como Maestro de Novicios al joven sacerdote Jesús Emilio Jaramillo.
En 1950 se celebra el Primer Capítulo General del Instituto de Misiones Extranjeras de Yarumal IMEY, allí se ratifica en el cargo de superior general a monseñor Miguel Ángel Builes y como rector del Seminario misionero al Padre Jesús Emilio Jaramillo Monsalve; de esta manera el gobierno de la casa de formación sacerdotal y misionera pasaba de las manos del clero de la diócesis de Santa Rosa de Osos a manos de los Misioneros de Yarumal.
en 1956 vuelve a celebrarse Capítulo General, en esta ocasión la Santa Sede intervino designando a monseñor Gerardo Valencia Cano, vicario apostólico de Buenaventura, como el nuevo superior general del Instituto de Misiones Extranjeras de Yarumal.  El padre Jesús Emilio Jaramillo fue designado en esta ocasión como uno de los cuatro asistentes del General teniendo que dejar el oficio de rector del Seminario de Yarumal aunque continuaría como profesor.
Debido al doble cargo que monseñor Gerardo Valencia Cano ostentaba como vicario apostólico y como superior general de los Misioneros de Yarumal, a lo que más tarde se añadiría la creación del Departamento de Misiones del CELAM, fue necesario que presentara renuncia al Superiorato lo cual llevó a la convocación del tercer Capítulo General del IMEY en 1959.  El nuevo superior general fue el padre Jesús Emilio Jaramillo, con un mandato de diez años. Concentró sus esfuerzos en la formación de los futuros misioneros, promovió la pastoral vocacional fundando el Colegio "Contardo Ferrini" en 1964, visitó las misiones que tenían los Javerianos de Yarumal: Vaupés, Buenvantura, el Sarare y Arauca, siendo esta última la escogida para celebrar sus veinticinco años de sacerdocio.  En 1962 acompañó a Mons. Miguel Ángel Builes a la primera sesión del Concilio Vaticano II lo cual le permitió hacer contactos para abrir los primeros campos misioneros en el extranjero, la Santa Sede le encomendó atender las solicitudes venidas del África, en particular el Congo.
Terminado el Concilio Vaticano II en 1965, el Instituto de Misiones Extranjeras de Yarumal quedó inscrito como un Instituto de Vida Apostólica; con las transformaciones que el Concilio ya planteaba se hizo necesario convocar un nuevo Capítulo General en diciembre de 1966. Se eligió como nuevo superior general a monseñor Heriberto Correa Yepes, hasta ahora prefecto apostólico de Mitú. En 1967 el padre Jesús Emilio Jaramillo fue llamado para dirigir el subsecretariado de la Pastoral de Laicos de la Conferencia Episcopal de Colombia, cargo que ocupó hasta 1969. También colaboró en la preparación de la II Conferencia General del Episcopado Latinoamericano en Medellín en 1968. En 1970 fue encargado de la Dirección Espiritual del Colegio Ferrini.

## Episcopado

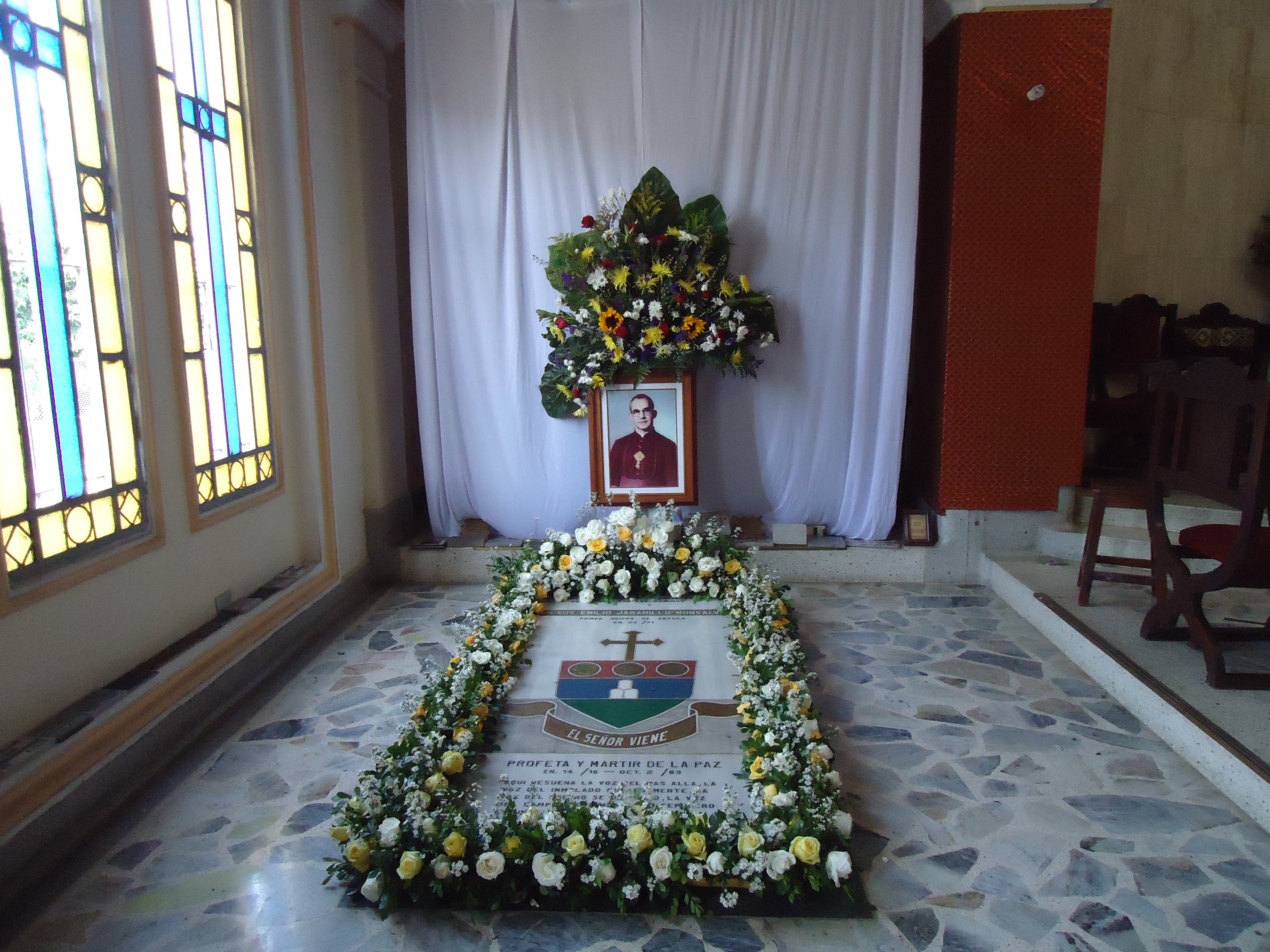
Tumba de Mons. Jesús Emilio Jaramillo en la Catedral de Arauca

El 8 de enero de 1970 fallece Mons. Luis Eduardo García, primer Prelado del Instituto Misionero de Yarumal.  Había sido el cuarto Prefecto Apostólico de Arauca. Por Bula pontificia de Pablo VI, la Prefectura de Arauca fue elevada a Vicariato Apostólico el 11 de noviembre de 1970 y fue nombrado el Padre Jesús Emilio Jaramillo como el primer vicario apostólico con el título de Strumnizza. El 10 de enero de 1971 fue consagrado obispo por Mons. Angelo Palmas Nuncio Apostólico de Su Santidad Pablo VI, siendo co-consagrantes principales Mons. Aníbal Muñoz Duque, arzobispo coadjutor de Bogotá y Mons. Joaquín García Ordónez, obispo coadjutor de Santa Rosa de Osos. Estaban entre otros prelados, Mons. Gustavo Posada Peláez M.X.Y. Vicario apostólico de Itsmina y Mons. Gerardo Valencia Cano M.X.Y. vicario apostólico de Buenvantura. El 21 de enero toma posesión en Arauca. El 19 de julio de 1984, la Santa Sede eleva el Vicariato Apostólico de Arauca a diócesis. El 21 de septiembre ante el Nuncio Apostólico de Su Santidad San Juan Pablo II, Mons. Angelo Acerbi y de varios obispos de Colombia, toma posesión de la Cátedra en la Iglesia de Santa Bárbara en la ciudad de Arauca.

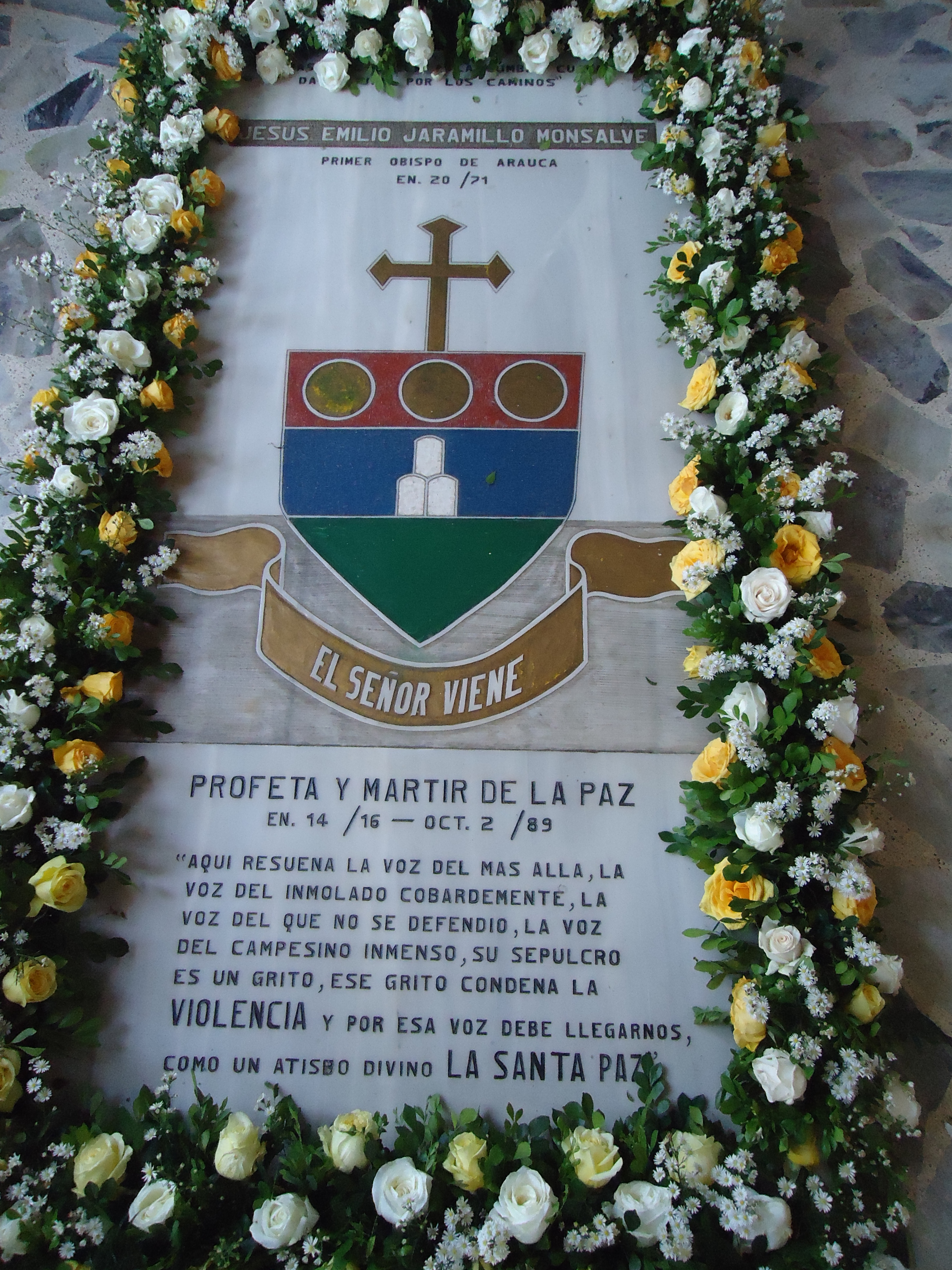
Lápida de la tumba de Mons. Jesús Emilio Jaramillo Monsalve

Durante su gobierno como vicario apostólico primero y después como obispo de la diócesis de Arauca, Mons. Jesús Emilio Jaramillo Monsalve emprendió varias obras, promovió las vocaciones y buscó atender en la medida de sus posibilidades las necesidades de campesinos, indígenas, colonos y llaneros que conformaban su grey.  Entre sus obras se recuerda la fundación de los Colegios: "La Frontera" y el "Instituto Oriental Femenino" en Tame, el "Equipo del Indio", grupo intervocacional itinerante con cual cual buscó renovar la atención pastoral de la población indígena araucana y del Sarare.  la fundación del Instituto "San José Obrero" en el corregimiento de "La Esmeralda", municipio de Arauquita, para la formación de líderes campesinos.  Promovió la fundación de los "Hogares Juveniles Campesinos" del Padre Cadavid en Tame y en Arauquita.  Con el liderazgo del Padre Oscar Osorio M.X.Y. se impulsó la fundación de la Cooperativa Familiar de Vivienda COFAVI, conjunto de casas que ahora se conoce como el Barrio COFAVI en el municipio de Saravena.  en 1980 con la ayuda de los Hermanos Hospitalarios de San Juan de Dios funda el Hospital "San Ricardo Pampuri" para atender sobre todo las necesidades de la población del Sarare que había crecido mucho con las colonizaciones de las décadas de los sesenta y setenta.
También se distinguió Mons. Jesús Emilio Jaramillo como elocuente orador sagrado, excelso maestro en la Dirección Espiritual y en la dirección de Retiros Espirituales y como escritor dejó varios documentos de los cuales se destacan dos obras: "He ahí al hombre" y "Apareció una mujer".

## Asesinato
El 2 de octubre de 1989, mientras realizaba una visita pastoral a la Parroquia de Nuestra Señora del Carmen de Fortul, Mons. Jesús Emilio Jaramillo fue secuestrado y asesinado por un comando de la guerrilla del ELN.  Su cuerpo fue encontrado con varios tiros de fusil al borde de una carretera. En el lugar donde fue hallado se alza una cruz conmemorativa, y un templete donde todos los años los fieles católicos de toda la diócesis de Arauca se reúnen cada 2 de octubre para conmemorar el asesinato de su primer obispo. El cura Manuel Pérez, comandante del ELN, reconoció que el asesinato de Jesús Emilio Jaramillo había sido un grave error.

## Beatificación
En 1999 la Conferencia Episcopal de Colombia apoyó la apertura del  proceso de Beatificación y Canonización del Siervo de Dios. El 7 de junio de 2017 el Papa Francisco firmó el Decreto de reconocimiento del Martirio de Mons. Jesús Emilio Jaramillo Monsalve. 
Su beatificación se celebró el 8 de septiembre de 2017 en Villavicencio Meta, junto al sacerdote Pedro María Ramírez Ramos conocido como el mártir de Armero; con motivo de la Visita del papa Francisco a Colombia.
| Predecesor: Luis Eduardo García M.X.Y. | Vicario apostólico de Arauca 1970-1984 | Sucesor: Cargo suprimido                |
| Predecesor: Primero en el cargo        | Obispo de Arauca 1984-1989             | Sucesor: Rafael Arcadio Bernal Supelano |